# Eduardo Opazo Letelier
Eduardo Opazo Letelier, nació en Talca, el 20 de julio de 1865 y falleció en Santiago de Chile, el 26 de octubre de 1925. Fue un abogado, senador y diputado chileno.

## Familia
Hijo de Ursicinio Opazo Silva y de Margarita Letelier Silva. Es hermano de Pedro Opaso Letelier y tío de Pedro Opaso Cousiño.
Es el mayor de diez hermanos que fueron Margarita, Virginia, María Luisa, Julio, Nicolás Ursicinio, Pedro, Víctor y Miguel.

## Estudios
Realizó sus estudios segundarios en el Colegio de los Sagrados Corazones de Santiago. Posteriormente estudio leyes en la Universidad de Chile, y juró como abogado el 21 de junio de 1888. Ejerciendo su profesión.

## Diputado
Militante del Partido Liberal. Elegido Diputado por Curepto y Lontué por tres períodos consecutivos (1915-1924). Integró parte de la Comisión de Legislación y Justicia, y de Hacienda.

## Senador
Su último período no fue concluido, lo dejó en 1922 para tomar un escaño en el Senado, en reemplazo de Jorge Errázuriz Tagle, representante de Colchagua, que había fallecido en junio de 1922. En el Senado integró la Comisión Conservadora, la de Hacienda y Empréstitos Municipales.